# 青森県道31号弘前鯵ケ沢線
青森県道31号弘前鯵ケ沢線（あおもりけんどう31ごう ひろさきあじがさわせん）は、青森県弘前市と西津軽郡鯵ヶ沢町を結ぶ県道（主要地方道）である。

## 概要
岩木山北麓を通る国道339号と国道101号の短絡ルートとなっている。岩木山南麓を通る青森県道3号弘前岳鰺ケ沢線と比べ、高低差が少ない。
当路線にほぼ平行して通る津軽中部広域農道通称“やまなみロード”は、高低差があるものの道幅が広い。

### 路線データ
以下は青森県例規集に収録されているデータである。
- 起点 : 弘前市
- 終点 : 西津軽郡鰺ケ沢町

## 歴史
- 1961年（昭和36年）2月10日 - 県道に認定される[1]。
- 1993年（平成5年）5月11日 - 建設省により県道弘前鯵ケ沢線が主要地方道弘前鰺ヶ沢線に指定される[2]。

## 地理

### 通過する自治体
- 弘前市
- 西津軽郡鰺ヶ沢町

### 交差する道路
- 青森県道3号弘前岳鰺ケ沢線・青森県道17号弘前停車場線（弘前市、起点）
- 青森県道112号八幡宮線（弘前市亀甲町）
- 青森県道37号弘前柏線・青森県道41号弘前環状線（弘前市石渡）
- 青森県道131号前坂藤崎線（弘前市前坂）
- 青森県道35号五所川原岩木線（弘前市高杉）
- 青森県道133号鬼沢種市線（弘前市鬼沢）
- 青森県道125号小友板柳停車場線（弘前市貝沢）
- 青森県道132号十腰内陸奥森田停車場線（弘前市十腰内）
- 青森県道39号長平町森田線（西津軽郡鰺ヶ沢町建石町）
- 青森県道262号鳴沢停車場南浮田線（西津軽郡鯵ヶ沢町北浮田町）
- 津軽自動車道 南浮田IC（西津軽郡鯵ヶ沢町南浮田町）
- 国道101号（西津軽郡鯵ヶ沢町南浮田町、終点）

### 沿線の施設など
- 青森みちのく銀行弘前営業部・上土手町支店
- 柴田学園大学短期大学部
- 弘前郵便局
- NHK弘前支局
- 青森県立弘前中央高等学校
- 弘前城
- 弘前浜の町郵便局
- 弘前市立致遠小学校
- 弘前市立高杉小学校
- 弘前市立北辰中学校
- 弘前市立自得小学校
- 鬼沢郵便局
- 弘前市立裾野小学校
- JR東日本五能線 鳴沢駅（県道262号経由）